# Wojciech Jakubowski (grafik)
Wojciech Jakubowski (ur. 10 czerwca 1929 w Starogardzie Gdańskim, zm. 11 grudnia 2024) – polski grafik i twórca ekslibrisów oraz biżuterii.

## Życiorys
Studiował w latach 1948–1953 na Wydziale Sztuk Pięknych Uniwersytetu Mikołaja Kopernika w Toruniu pod kierunkiem prof. Jerzego Hoppena. Tam do 1965 był wykładowcą na kierunku Grafika Artystyczna.  
W 1963 przeprowadził się z Gdyni do Malborka. Był organizatorem i komisarzem Biennale malborskiego w latach 1963–1975 i 1988–2007 oraz zasiadał w jury tej wystawy. 
Artysta tworzył głównie miedzioryty, drzeworyty i dzieła powstające techniką suchej igły. Brał udział w konkursach polskich i zagranicznych. Wydał 21 tek zawierających łącznie 969 ekslibrisów. Bywa uważany za jednego z nestorów polskiej grafiki.
Od 1955 był członkiem Oddziału Gdańskiego Stowarzyszenie Historyków Sztuki. Długoletni członek Towarzystwa Bibliofilów im. Joachima Lelewela w Toruniu. Członek Honorowy Towarzystwa Bibliofilów Polskich. W roku 1996 był jednym z członków założycieli Międzynarodowego Stowarzyszenia Bursztynników w Gdańsku, w 2016 otrzymał godność Członka Honorowego tego stowarzyszenia. 
Zmarł 11 grudnia 2024. Spoczął w grobowcu rodzinnym obok żony Bogny (Bogusławy) (1939–2024) na cmentarzu komunalnym w Sopocie (sektor A4-1-6A).

## Odznaczenia
- Srebrny Medal „Zasłużony Kulturze Gloria Artis” (2014)[12]
- Order Białego Kruka ze Słonecznikiem (2003)[8]

## Nagrody
- II nagroda w ogólnopolskim konkursie na ekslibris dla Biblioteki Muzeum Zamkowego w Malborku (1963)[13]
- I nagroda w międzynarodowym konkursie na ekslibris ufundowaną przez „Rotary Club” (1968)
- Nagroda Fundacji im. Alfreda Jurzykowskiego w Nowym Jorku (1968)[9]
- Medal honorowy IV Międzynarodowego Biennale Ekslibrisu Współczesnego w Malborku (1969)[14]
- I nagroda na wystawie „Interexlibris” w Frederikshavn (1981)

Źródło:.